# Lophocampa mendax
Lophocampa mendax är en fjärilsart som beskrevs av Heinrich Benno Möschler 1886. Lophocampa mendax ingår i släktet Lophocampa och familjen björnspinnare. Inga underarter finns listade i Catalogue of Life.